# Luis Romero Castañeda
Luis Romero (16 de septiembre de 1991), es un futbolista peruano. Juega de defensa central o de volante de contención y su equipo actual es el Comerciantes FC de la Liga 2 de Perú.

## Trayectoria
Debutó con el primer equipo cusqueño en los dieciseisavos de final del Torneo Intermedio 2011.

## Clubes
| Club                       | País | Año       |
| -------------------------- | ---- | --------- |
| Cienciano                  | Perú | 2011      |
| Cobresol                   | Perú | 2012      |
| Ecosem                     | Perú | 2013-2014 |
| Deportivo Binacional       | Perú | 2015      |
| Alipio Ponce               | Perú | 2016-2017 |
| Asociación Deportiva Tarma | Perú | 2017      |
| Estudiantil CNI            | Perú | 2018      |
| Unión Comercio             | Perú | 2020      |
| Comerciantes Unidos        | Perú | 2021      |
| Santos F. C.               | Perú | 2022      |
| Comerciantes F. C.         | Perú | 2023 -    |